# Supermarket Fantasy
Supermarket fantasy é o décimo quarto álbum de estúdio do Mr. Children, lançado em 10 de dezembro de 2008. O álbum permaneceu por duas semanas como o álbum mais vendido no Japão no ano de 2008.